# Cohors III Asturum civium romanorum
La Cohors III Asturum civium romanorum fue una unidad auxiliar del ejército imperial romano del tipo cohors quinquagenaria peditata.
Fue reclutada en el siglo I entre el pueblo recién conquistado de los astures. Se la identifica en el año 88 en Mauritania Tingitana y vuelve a aparecer citada como parte del ejército de esa provincia el año 161 y por la Notitia Dignitatum alrededor del año 400.
Se cree que podría ser la misma Ala III Asturum civium romanorum que aparece citada en el año 109 acuartelada en Thamusida, la actual Sidi Ali ben Ahmed en Marruecos.